# 腓特烈斯貝宮

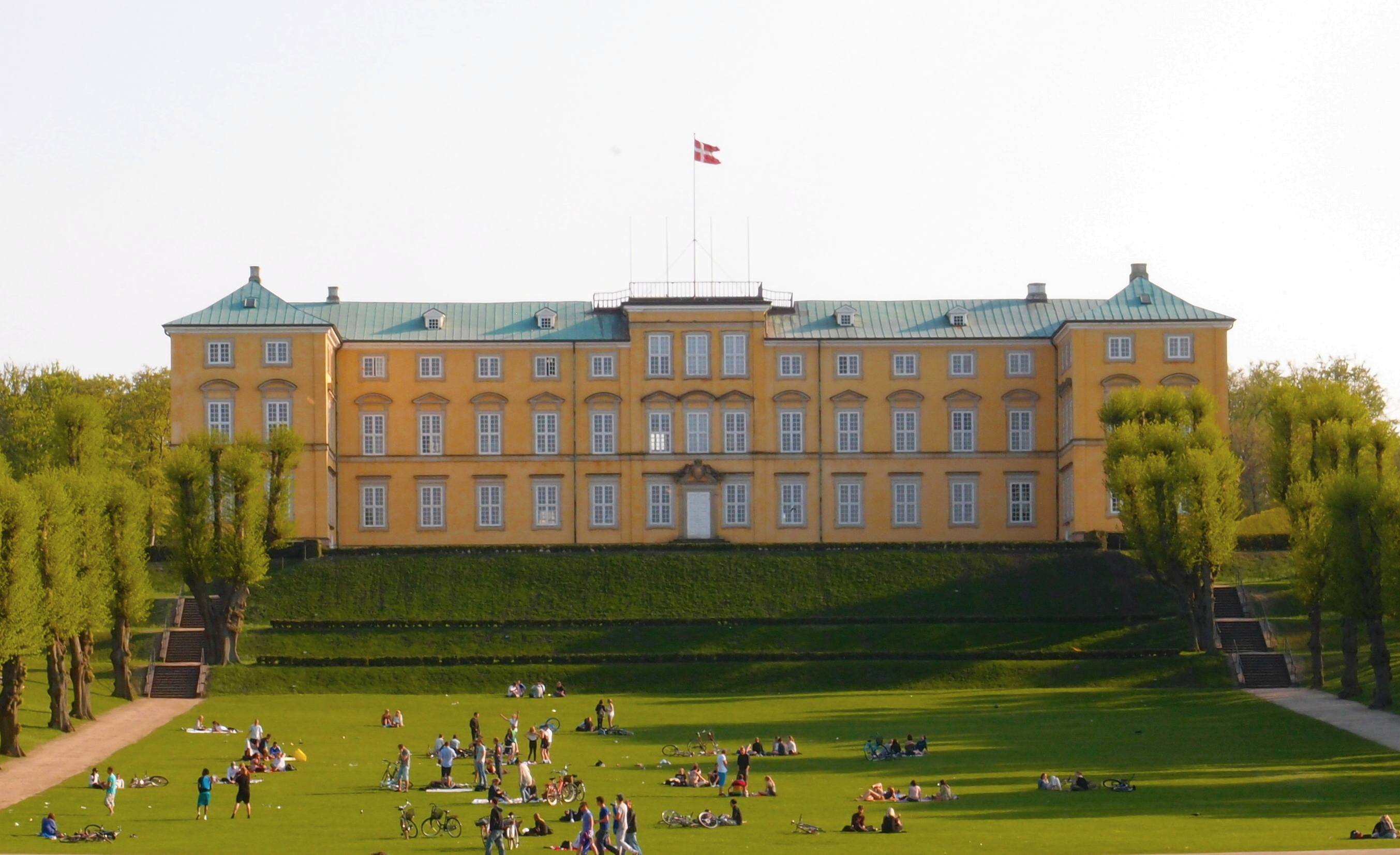
腓特烈斯貝宮

腓特烈斯贝宮（丹麥語：Frederiksberg Slot）是位於丹麥腓特烈斯贝市镇的一座巴洛克式宮殿建築，鄰近哥本哈根動物園。宮殿修建於1699年至1735年期間。在19世紀中期之前，腓特烈斯贝宮曾是丹麥王室的夏宮。1869年之後，腓特烈斯贝宮是丹麥皇家陸軍軍官學校的所在地。

## 外部連結
维基共享资源上的相關多媒體資源：腓特烈斯貝宮
55°40′18″N 12°31′30″E / 55.67167°N 12.52500°E